# Velika turška vojna
Velika turška vojna ali vojna Svete lige (turško Kutsal İttifak Savaşları, nemško Großer Türkenkrieg) je bil niz spopadov med Osmanskim cesarstvom in Sveto ligo, sestavljeno iz Habsburške monarhije, poljsko-litovske Republike obeh narodov, Beneške republike in Rusije. Intenzivne bitke so se začele leta 1683 in končale s podpisom Karlovškega miru leta 1699. Osmansko cesarstvo je bilo v vojni poraženo in izgubilo veliko ozemlja, zlasti na Ogrskem in na Poljsko-Litovskem, nekaj tudi na zahodnem Balkanu. Vojna je pomembna tudi zato, ker se je v zahodna vojaška zavezništva prvič vključila Rusija. 

## Ozadje (1667–1683)
Po uporu Bogdana Hmelnickega je Carska Rusija zasedla poljsko-litovsko ozemlje, ki so zdaj del vzhodne Ukrajine, nekaj kozakov pa je ostalo na jugovzhodu Republike obeh narodov. Njihov vodja Petro Dorošenko je želel ostanke svojih posesti povezati z Osmanskim cesarstvom in se uprl hetmanu (poveljnik poljske vojske) Janu Sobieskemu. Sultan Mehmed IV., ki je vedel za šibkost Republike obeh narodov, je napadel veliko obmejno mesto Kamjanec-Podolski.
Majhna poljska vojska v Kamjancu se je dva tedna upirala oblegovalcem in se nato predala. Poljska vojska je bila premajhna, da bi lahko odbila napad osmanske vojske in je dosegla samo nekaj manjših taktičnih zmag. Po treh mesecih so bili Poljaki prisiljeni podpisati Bučaški mirovni sporazum, s katerim so osmanskemu sultanu prepustili Kamjanec-Podolski in Podolje in pristali na plačevanje davka.
Ko je za sporazum izvedela vlada v Varšavi, je Sejm (parlament) zavrnil plačevanje davka in organiziral veliko vojsko pod poveljstvom Sobieskega. V bitki pri Hotinu leta 1673 so Poljaki premagali Osmane. Po smrti kralja Mihaela leta 1673 je bil za poljskega kralja izvoljen Sobieski, ki je štiri leta neuspešno poskušal premagati Osmane. Vojna se je končala leta 1676 z Žuravenskim sporazumom, s katerim so Osmani obdržali Kamjanec-Podilski. Turški napad je leta 1676 sprožil tudi rusko-turške vojne.

## Pregled
Po nekaj letih miru je Osmansko cesarstvo, spodbujeno z uspehi na poljsko-litovski meji, napadlo Habsburško monarhijo. Turki so skoraj osvojili Dunaj, vendar jih je Jan Sobieski v bitki pri Dunaju leta 1683 porazil in prekinil osmansko hegemonijo v jugovzhodni Evropi.
Papež Inocenc XI. je leta 1684 organiziral novo Sveto ligo, ki je zajemala Sveto rimsko cesarstvo na čelu s Habsburško Avstrijo, Poljsko-Litovsko kraljestvo in Beneško republiko. Ligi se je leta 1686 pridružila Rusija. V drugi bitki pri Mohaču leta 1687 je sultanova vojska doživela popoln zlom. Na poljski fronti so bili Turki bolj uspešni in uspeli obdržati Podolje.
Rusija se je prvič uradno vključila v kakšno evropsko koalicijo. Zanjo se je začela vrsta rusko-turških vojn, od katerih je bila zadnja prva svetovna vojna. Rusi so v vojni osvojili Krim in ključno turško trdnjavo Azov.
Po odločilni bitki pri Senti leta 1697 in manjših spopadih leta 1698 je bilo Osmansko cesarstvo prisiljeno na podpis Karlovškega miru. Cesarstvo je izgubilo večino Ogrske, Transilvanije in Slavonije in dele Hrvaške v korist Habsburške monarhije. Poljska je nazaj dobila Podolje, večino Dalmacije in Peloponez  (Moreja) pa Beneška republika. Peloponez je s Požarevskim mirom  leta 1718 ponovno dobilo Osmansko cesarstvo.

### Srbija
Ko so krščanske sile leta 1686 osvojile Budim, so se Srbi v Panonski nižini (sedanja Ogrska, Slavonija, Bačka, Srem in Banat) pridružili vojski Habsburške monarhije v posebnih enotah, imenovanih srbska milica. Na habsburško stran so množično vstopali tudi srbski prostovoljci. V prvi polovici leta 1688 so habsburška vojska in srbska milica osvojili Gyulo, Lipovo in Ineu. Po osvojitvi Beograda leta 1688 so se srbski milici pridružili tudi Srbi z ozemelj južno od Donave in Sava.

## Z veliko vojno povezane vojne

### Morejska vojna
Beneška republika je od četrte križarske vojne proti Bizantinskemu cesarstvu posedovala več otokov v Egejskem in Jonskem morju in trdnjave na strateških točkah ob grški obali. Z vzponom Osmanskega cesarstva v 16. in zgodnjem 17. stoletju je večino posesti izgubila, vključno s Ciprom in Evbejo. Od leta 1645 do 1669 so bili Benečani v dolgi in dragi vojni z Osmanskim cesarstvom, takrat pa so izgubili svojo največjo posest na Egejskem morju, otok Kreto. V tej vojni se je poveljnik beneške vojske Francesco Morosini povezal z upornimi Manioti, da bi se pridružili njegovemu pohodu na  Peloponez. Morosini je leta 1659 pristal na Peloponezu in skupaj z Manioti osvojil Kalamato. Kmalu zatem je bil prisiljen na vrnitev na Kreto, boji za Peleponez pa so se končali.
Leta 1683 je izbruhnila nova vojna med Habsburško monarhijo in Osmanskim cesarstvom. Velika turška vojska je začela prodirati proti Dunaju. Po njenem porazu pri Dunaju so se Benečani odločili izkoristiti šibkost turške vojske in osvojiti izgubljene posesti v Egejskem morju in Dalmaciji. Beneška republika je 25. aprila 1684 napovedala vojno Osmanskemu cesarstvu. Benečani, ki so se lahko zanašali samo na lastne sile, so si pred vojno zagotovili finančno in vojaško pomoč malteških vitezov, Vojvodine Savoje, Papeške države in vitezov sv. Štefana. Poleg njih je zaposlila veliko najemnikov iz Italije in Nemčije, največ iz Saške in Braunschweiga.

#### Operacije v Jonskem morju
Sredi junija je beneško ladjevje odplulo proti osmanskim otokom v Jonskem morju. Prvi cilj je bil otok Lefkada (Santa Maura), ki se je po šestnajstdnevnem obleganju 6. avgusta 1684 vdal. Benečani so s pomočjo grških iregularnih enot odpluli na celino in začeli pustošiti obalo nasproti otoka Arkarnija. Večina ozemlja je kmalu prišla pod beneško oblast. Po padcu trdnjav Prevesa in Vonica, konec septembra, so bile odstranjene še zadnje osmanske utrdbe na grški jonski obali. Uspehi so Benečanom dvignili moralo, osvojenim otokom so omogočili neovirano komunikacijo z Benetkami in onemogočili napad na otoke preko grške celine.

#### Osvojitev Peloponeza
Po zavarovanju zaledja se je začel Morosini naslednje leto obračati proti Peloponezu, kjer so Grki, predvsem Manioti, začeli razmišljati o uporu in Morosiniju obljubili pomoč. Ko je za dogovarjanje izvedel novi vojaški poveljnik Peloponeza Ismail Paša, je z 10.000 vojaki napadel polotok Mani, okrepil garnizije treh trdnjav in prisilil Maniote, da so mu izročili talce, s čimer si je zagotovil njihovo lojalnost. Ko se je beneška vojska 8.100 mož 25. junija 1685 izkrcala pred nekdaj njihovo trdnjavo Koroni in jo začela oblegati, so Manioti stali ob strani. Trdnjava se je 49 dneh obleganja 11. avgusta vdala. Morosini je po tem uspehu z vojsko odplul proti Kalamati, da bi spodbudil Maniote k uporu. Beneška vojska, okrepljena s 3.300 Sasi pod poveljstvom generala Hannibala von Degenfelda, je 14. septembra pred Kalamato porazila osmansko vojsko in do konca meseca osvojila ves polotok Mani in večino Mesenije.
Oktobra 1685 se je beneška vojska umaknila na prezimovanje na jonske otoke, kjer je izbruhnila kuga in se v naslednjih letih še nekajkrat ponovila. Kuga je med beneškimi vojaki, zlasti nemškimi najemniki, povzročila mnogo žrtev. Aprila 1686 so Benečani, okrepljeni  z enotami Papeške države in Toskane, pomagali odbiti napad osmansko vojske, ki je grozila polotoku Mani. Za komandanta kopenske vojske je bil imenovan švedski maršal Otto Wilhelm Königsmarck. Morosini pa je ostal komandant beneške flote. 3. junija je Königsmarck osvojil Pilos in začel oblegati trdnjavo Navarino. 16. junija je premagal osmansko vojsko, ki je prihajala na pomoč trdnjavi, in naslednji dan se je trdnjava vdala. Zajete vojake so odpeljali v Tripoli. 7. julija se je po močnem topovskem obstreljevanju, ki je uničilo obzidje, vdala trdnjava Metoni (Modon). Tudi njene branilce so odpeljali v Tripoli. Benečani so začeli zatem prodirati proti Argosu in Nafplionu, takrat najpomembnejšima mestoma na Peloponezu. Vojska okoli 12.000 mož se je v bližini Nafpliona izkrcala med 30. julijem in 4. avgustom. Königsmarck je takoj napadel utrjeni hrib Palamidi nad samim mestom. Po beneški osvojitvi Palamidija je v Argos prišlo 7.000 osmanskih vojakov pod poveljstvom Ismaila Paše, ki so zelo otežili položaj Benečanov. Benečani so napadli osmansko vojsko in uspeli osvojiti Argos in prisilili pašo na umik v Korint. Že čez dva tedna  so postale  Königsmarcove enote  cilj neprestanih Ismail Paševih napadov in zatem žrtev novega izbruha kuge. 29. avgusta je Ismail Paša napadel beneški tabor in bil težko poražen. Po njegovem porazu se je Nafplion 3. septembra vdal. Novico o veliki zmagi so v Benetkah sprejeli z navdušenjem in slavjem. Nafplion je postal glavna beneška baza na Peloponezu. Ismail Paša je okrepil garnizijo v Korintu in se nato umaknil v Ahajo, ki je obvladovala prehode proti osrednji Grčiji.
Morosinijevo vojsko, ki jo je v jeseni in pozimi zelo načela kuga, so spomladi 1687 okrepili najemniki iz Hannovra. Z okrepljeno vojsko je krenil na Patras, zadnji osmanski bastion na Peloponezu. Patras in trdnjavi Rion in Antirion so popolnoma nadzirali vhod v Korintski zaliv. 22. julija se je Morosini s 14.000 možmi izkrcal pred Patrasom, ki mu je poveljeval novi osmanski poveljnik Mehmed Paša. Mehmedova vojska je bila približno enaka in je takoj po izkrcanju napadla Benečane, vendar je bila poražena in prisiljena na umik. Zajela jo je panika, kar je Benečanom omogočilo, da so v nekaj dneh brez odpora osvojili citadelo v Patrasu, Rios in Antirios in Lepant,  ker so jih njihove posadke zapustile. Benečani so Morosinija za zmage nagradili s častnim  nazivom »Peloponnesiacus« (Peloponeški) in v Veliko dvorano postavili njegov doprsni kip, kar se še živemu državljanu Benetk še ni zgodilo. Na Peloponezu so Benečani osvojili še zadnji dve osmanski trdnjavi, 7. avgusta  Korint in konec avgusta  Mistro. Na celem Peloponezu je ostala pod osmansko oblastjo samo Monemvazija (Malvasia) na jugovzhodu polotoka, ki je vzdržala do leta 1690.

### Poljsko-osmanska vojna (1683–1699)
Po nekaj letih miru je Osmansko cesarstvo ponovno napadlo Habsburško monarhijo. Osvojitev Dunaja je preprečil poljski kralj Jan Sobieski na čelu krščanske koalicijske vojske. Osmanski poraz pred Dunajem je pomenil konec osmanske hegemonije v jugovzhodni Evropi.
V novo Sveto ligo, organizirano leta 1684 na pobudo papeža Inocenca XI., so bili vključeni Sveto rimsko cesarstvo na čelu s habsburško Avstrijo, Beneška republika in Poljska. Leta 1686 se je ligi pridružila še Carska Rusija. Osmansko cesarstvo je v vojni proti Svetemu rimskemu cesarstvu doživelo dva velika poraza, prvega v bitki pri Mohaču leta 1687 in drugega v bitki pri Senti leta 1697. 
Na manjši poljski fronti je Jan Sobieski po bitkah pri Dunaju in Parkanyju leta 1686  krenil v precej neuspešno ofenzivo na Moldavijo. Naslednja štiri leta je Poljska blokirala ključno obmejno trdnjavo Kamenec, vendar ni mogla preprečiti vdorov osmanskih Tatatov na svoja obmejna ozemlja. Leta 1691 je Sobieski drugič z nekaj več uspeha napadel Moldavijo, vendar ponovno brez odločilnih zmag.
Zadnja bitka kampanje je bila bitka pri Podhajcah leta 1698, v kateri je poljski hetman Feliks Kazimir Potocki porazil osmansko vojsko na pohodu proti Poljski. Sveta liga je leta 1699 prisilila Osmansko cesarstvo k podpisu Karlovškega miru. Osmansko cesarstvo je izgubilo veliko ozemlja v jugovzhodni Evropi. Podolje, vključno s Kamencem, je bilo vrnjeno Poljski.

### Rusko-turška vojna (1686–1700)
V tej vojni je Carska Rusija leta 1687 in 1689 organizirala bojna pohoda na Krim, ki sta se končali z ruskima porazoma. Leta 1695 in 1696 je organizirala ofenzivi na Azov in ga po obleganju leta 1696 osvojila.

## Drugo obleganje Dunaja
Osvojitev Dunaja je bil stalen strateški cilj Osmanskega cesarstva, ker je mesto obvladovalo Donavo, pomembno vodno pot med Srednjo Evropo in Črnim morjem, in kopenske trgovske poti med Sredozemljem in Nemčijo. V letih pred drugim obleganjem, prvo se je zgodilo leta 1529, je Osmansko cesarstvo pod nadzorom  velikih vezirjev iz vplivne družine Köprülü začelo obsežne logistične priprave, vključno s popravilom in gradnjo cest in mostov, ki so vodili v Sveto Rimsko cesarstvo. V svoja logistična središča in na Balkan je začelo iz celega cesarstva pošiljati strelivo, topove in druge potrebščine.  Leta 1679 je na Dunaju izbruhnila  kuga.
Glavnina osmanske vojske je začela 14. julija 1683 oblegati Dunaj. Poveljnik Kara Mustafa je mestu izročil tradicionalen poziv k vdaji.  Ernst Rüdiger Graf von Starhemberg, poveljnik preostalih  15.000 vojakov in 8.700 prostovoljcev s 370 topovi je poziv zavrnil, ker je nekaj dni pred tem izvedel za masoven pokol v Perchtoldsdorfu, mestu južno od Dunaja, ki je na podoben poziv izročilo mestne ključe. Obleganje Dunaja se je začelo 17. julija.
6. septembra so Poljaki pod Janom III. Sobieskim 30 km severozahodno od Dunaja pri Tullnu prečkali Donavo. V njegovi vojski so bile tudi enote iz Saške, Bavarske, Badna, Frankonije in Švabske. Francoski kralj Ludvik XIV. je pomoč svojemo habsburškemu tekmecu odklonil, ker je malo pred tem pripojil Alzacijo.  Zavezništvo med Sobieskim in cesarjem Leopoldom I. je privedlo do vključitve poljskih huzarjev v obstoječo zavezniško vojsko. Poveljstvo združene krščanske vojske, ki je štela 70.000-80.000 mož, so zaupali Sobieskemu. Osmanska vojska je štela 150.000 mož.
Na začetku septembra je 5.000 osmanskih saperjev razstrelilo velik del mestnega obzidja med bastionoma Burg in Löbel in revelinom Burg. Vrzel je bila široka 12 metrov. Dunajčani so s kopanjem svojih rovov poskušali preprečiti nalaganje velikih količin smodnika v luknje pod obzidjem. Osmani so 8. septembre uspeli osvojiti revelin Burg in del zunanjega mestnega obzidja. Dunajčani so pričakovali preboj obzidja in se začeli pripravljati na boj v notranjem mestu.

### Priprave
Reševalna vojska je morala hitro ukrepati, da bi rešila mesto in preprečila dolgo obleganje. V vojski je  bila kljub večnarodni sestavi v samo šestih dneh vzpostavljena učinkovita vodstvena struktura, osredotočena na poljskega kralja in njegovo težko konjenico (poljski huzarji). Sveta liga je za plačilo vojakov  izkoristila  vsa razpoložljiva lastna sredstva in posojila več premožnih bankirjev, plemičev in papeža. Habsburžani in Poljaki so se že pred tem dogovorili, da bodo slednji na svojem ozemlju sami plačali stroške svoje vojske, na cesarskem pa bo stroške prevzel cesar. Cesar je moral sprejeti tudi zahtevo Jana Sobieskega, da dobi predpravico do plenjenja osmanskega tabora po morebitni zmagi. 
Kara Mustafa Paša, ki je bil pri motiviranju svoje vojske manj učinkovit, se je začel pripravljati na napad reševalne vojske. Obrambo zaledja je zaupal krimskemu kanu in njegovi konjenici, ki je štela 30.000–40.000 mož. Udeležba Tatarov v končni bitki pred Dunajem je vprašljiva.  Kara Mustafa se ni mogel zanesti niti na svoje vlaške in moldavske zaveznike. Moldavski knez Jurij Dukas je bil ujet, vojska Šerbana Kantakuzina pa se je po napadu poljske konjenica umaknila.
Reševalna vojska je svoj prihod v Kahlenberg nad Dunajem naznanila s kresovi. Pred bitko je bila za poljskega kralja in njegovo plemstvo organizirana maša.

### Bitka
Okoli 6. ure zjutraj je poljski kralj ukazal napad konjenice, razdeljene v štiri skupine, tri poljske in eno cesarsko. Napad 18.000 konjenikov se šteje za največji napad konjenice v zgodovini. Napadu je poveljeval poljski kralj na čelu 3.000 težkih poljskih konjenikov, slavnih "krilatih huzarjev". Poljsko-litovski Tatari so imeli na čeladah šop slame, da so se razlikovali od Tatarov na osmanski strani. Konjenica je zlahka prebila osmanske obrambne linije. Izčrpani in nemotivirani osmanski vojaki so kmalu začeli bežati z bojišča. Konjenica se je nato usmerila proti osmanskemu taboru, branilci Dunaja pa so se pridružili napadu reševalne vojske.
Osmanska vojska, utrujena in malodušna po dveh neuspelih poskusih vdora v mesto, se ni mogla upreti napadu zavezniške pehote na svoj tabor. Manj kot tri ure po njenem napadu je bil Dunaj rešen. Prvi častnik, ki je vstopil v rešeno mesto, je bil mejni grof Ludvik Badenski na čelu svojih dragoncev.
Po bitki je Jan Sobieski parafraziral slavni Cezarjev citat "Veni, vidi, vici" - "Prišel, videl, zmagal" in rekel "Veni, vidi, Deus vicit" – "Prišel, videl, Bog je zmagal".

## Posledice
11. septembra 1697 je habsburška cesarska vojska v bitki pri Senti uničila osmansko vojsko, ki je prečila reko Tiso. V bitki je padlo več kot 30.000 osmanskih vojakov. Po porazu je bilo Osmansko cesarstvo prisiljeno 22. januarja 1699 podpisati Karlovški mir, s čimer se je Velika turška vojna končala. S Karlovškim sporazumom je bilo Osmansko cesarstvo prisiljeno prepustiti Habsburžanom večino Ogrske in v naslednjem stoletju voditi manj agresivno vojno politiko.